# Cealaltă parte
Cealaltă parte (în germană Die andere Seite) (1908) este un roman fantastic al artistului austriac Alfred Kubin, singurul roman al acestuia. Romanul are loc într-un ținut imaginar opresiv și are o atmosferă de absurditate claustrofobică, similară cu cea din scrierile lui Franz Kafka, care a admirat această carte. Ilustrațiile din carte au fost inițial create pentru romanul Golem al lui Gustav Meyrink, însă publicarea acestei cărți a fost amânată, iar Kubin a folosit ilustrațiile pentru propriul roman.
Romanul a fost scris în toamna anului 1908 ca urmare a unei crize creative a autorului și a fost publicat de G. Müller (München și Leipzig) în 1909 cu 52 de ilustrații ale lui Kubin. Este împărțit în trei părți: Chemarea, Perla și Prăbușirea Tărâmului Viselor. Prima parte conține două subcapitole, iar celelalte părți au câte cinci subcapitole fiecare. Există, de asemenea, un scurt epilog care îl prezintă pe narator după ce s-a întors din lumea viselor și trebuie să meargă la un spital de boli mintale.
Cealaltă parte a atins statutul de idol, cu aprecieri din partea lui Jeff VanderMeer și a altor scriitori. Romanul, descris ca „fantastic”, a avut un impact asupra lui Gustav Meyrink, Franz Kafka și a suprarealiștilor de limbă germană, printre care Kubin a fost considerat un pionier. În 2009, cercetătorul literar Hartmut Binder a demonstrat, de asemenea, o influență reciprocă între Kubin și Gustav Meyrink, comparând atât subiectul planificat inițial în comun de cei doi autori, cât și desenele lui Hugo Steiner-Prag și Alfred Kubin cu rezultatele finale din Cealaltă parte și Golemul. Romanul Cealaltă parte în sine se înscrie în tradiția lui E. A. Poe și E. T. A. Hoffmann, pe care Kubin îi cunoștea foarte bine ca ilustrator al acestora.
În limba română a apărut în 2017 la editura Herg Benet, în colecția Cărțile Arven, cu ilustrații originale ale autorului. Traducerea din limba germană a fost realizată de Flavius Ardelean.

## Rezumat
În roman, protagonistul, la fel ca și autorul Kubin, este desenator de profesie. Acesta călătorește într-un regat al visului creat de multimilionarul Patera în îndepărtata Asie și în capitala sa, Perla. Straniul oraș, aflat într-un amurg etern, este inițial o sursă de inspirație binevenită pentru artist. După moartea soției sale, fascinația escaladează într-o viziune de groază și declinul apocaliptic ulterior al tărâmului viselor, pe care Kubin îl descrie de-a lungul celei de-a doua jumătăți a cărții.

## Teme centrale
Temele centrale ale romanului sunt tranziția lină dintre vis și realitate, pe care Kubin o descrie ca un „vis în vis”, precum și recunoașterea dualității lumii și a interconexiunii contrariilor. Kubin ilustrează ultima temă prin bătălia titanică finală dintre Patera asemuit lui Proteu, și adversarul său, producătorul american de conserve de carne Hercules Bell. În cursul luptei descrise prin metafora forțelor primordiale, acestea se îmbină una cu cealaltă, devenind o masă de nedistins. Sfârșitul romanului ajunge la concluzia că „Demiurgul este hermafrodit”.
Alte aspecte ale romanului sunt preocuparea pentru lumea viselor în toate fațetele sale (nu este clar însă cât de familiar a fost Kubin cu interpretarea viselor dată de Sigmund Freud în 1908) și excluderea bolnavilor (cetățenii viselor sunt în principal persoane nervoase), ceea ce a avut o influență puternică asupra modernității. Aici, bolnavii sunt aduși în microcosmosul tărâmului viselor, unde rămân izolați de lumea exterioară printr-un văl gros de nori permanenți.

## Ecranizare
Romanul a fost adaptat ca un film distopic în 1973, Traumstadt (Orașul viselor), în regia lui Johannes Schaaf⁠(d). Rolurile principale au fost interpretate de Rosemarie Fendel⁠(d) și Per Oscarsson. Traumstadt a fost filmat în Přísečnice, Český Krumlov (ambele în Cehoslovacia) și în Israel (filmări exterioare). Filmările au durat jumătate de an și au costat în jur de două milioane de mărci germane. Premiera a avut loc la 15 noiembrie 1973. Vincent Canby a scris în The New York Times că filmul prezintă un coșmar kafkian care rămâne indecis între o considerație psihologică și una politică, deși este sigur că o utopie reală i-ar înnebuni pe majoritatea oamenilor.